# Dangeardia mamillata
Dangeardia mamillata är en svampart som beskrevs av Schröd. 1898. Dangeardia mamillata ingår i släktet Dangeardia och familjen Chytridiaceae.   Inga underarter finns listade i Catalogue of Life.